# Stenoglottis fimbriata
Stenoglottis fimbriata es una especie de orquídea  con hábitos epífitas o litófitas, se distribuye por África.

## Descripción
Es una orquídea de pequeño o mediano tamaño con hábitos epífitas o litófitas con varios tubérculos oblongos, carnosos que llevan en una roseta basal, 6-16 hojas caducifolias lanceoladas, agudas, a menudo manchadas de marrón, glabras, con los márgenes ondulados. Florece en el verano hasta el otoño en una inflorescencia erecta de 45 cm de largo, con hasta 50 flores.

## Distribución
Se encuentra en África desde Gabón a Sudáfrica como  epífita sobre troncos de árboles, litófita en las rocas húmedas y en sombrías selvas de montaña en alturas de alrededor de 850 a 2000 metros.

## Sinonimia
- Stenoglottis fimbriata var. saxicola Kraenzl., Orchid. Gen. Sp. 1: 567 (1898).
- Stenoglottis fimbriata subsp. saxicola (Kraenzl.) G.McDonald, Orchids S. Africa 39(2): 11 (2008)